# Banzuke
Banzuke (jap. 番付) ist im japanischen Profisumō die Bezeichnung für die Rangliste der Kämpfer, die nach jedem Turnier auf der Grundlage der Kampfergebnisse neu erstellt wird. Der Begriff bezeichnet auch die Papierbögen, auf denen diese Rangliste gedruckt wird. Die frühesten Ranglisten in ihrer heutigen Form stammen aus dem Jahr 1757.

## Aufbau

Eine offizielle Banzuke des Sumōverbands

Neben den Namen der Ringer aller Divisionen von der Jonokuchi bis hinauf zur Makuuchi (das entspricht immerhin etwa 600 Rikishi) enthält die Banzuke auch die Namen aller am Turnier beteiligten Personen.
Die offensichtlichste Einteilung der Liste ist die in „Westen“ (Nishi) auf der linken Hälfte und „Osten“ (Higashi) auf der rechten Hälfte. Bei gleich hohen Rängen gilt die Ostgruppe als prestigeträchtiger. Bei Banzuke in lateinischer Schrift sind die Seitenzuordnungen übrigens umgekehrt, da die Leserichtung sich ändert.
Die Kämpfer der jeweiligen Himmelsrichtung werden in absteigender Rangordnung genannt, d. h. die Yokozuna stehen zuerst und daher, der japanischen Leserichtung von rechts nach links folgend, in ihrer Gruppe ganz rechts. Der Rang wird jeweils in der ersten Zeile angegeben. Auf der nebenstehend abgebildeten Banzuke sind beispielsweise insgesamt drei Yokozuna eingetragen (zwei in der Ost- und einer in der Westgruppe). Danach folgen die Ōzeki, Sekiwake und Komusubi (auf der abgebildeten Rangliste gibt es von jedem dieser Ränge jeweils einen Vertreter in Ost- und Westgruppe) und schließlich die Maegashira, die das Gros des Personals in der obersten Division ausmachen.
Die Spalte unter dem jeweiligen Rang enthält, von oben nach unten, den Herkunftsort des Ringers (die Präfektur, oder bei Ausländern das Heimatland; die angegebene Herkunft ist nicht unbedingt mit dem Geburtsort übereinstimmend) und schließlich den Shikona (Kampfnamen). Auf der nebenstehend abgebildeten Rangliste beispielsweise werden auf der Ostseite zwei Yokozuna aus Tokio gelistet – es handelt sich um die Brüder Takanohana und Wakanohana.
Das nächste größere Feld der Banzuke, das, weiterhin in West- und Ostgruppe unterteilt, etwa bis zur vertikalen Mitte des Blattes reicht, enthält die Ringer der Jūryō- und Makushita-Divisionen. Die Juryo-Kämpfer werden, ihrem höheren Rang entsprechend, wiederum zuerst genannt. Es folgen Sandanme und Jonidan. Das unterste Feld schließlich nennt zuerst die Kämpfer der untersten Division, daneben folgen dann die Mitglieder des Sumōverbands und, als letztes und nur auf der „Westseite“, die Wakamonogashira und Sewanin (Helfer) sowie die Yobidashi.
Der mittlere Balken enthält an seinem obersten Ende eine traditionelle Formel, die ursprünglich an die Priester des Shintō-Schreins gerichtet war, der für die Kämpfe „zweckentfremdet“ wurde: „Wir bitten bescheiden um Entschuldigung!“. Darunter werden Ort und Zeitraum des Turniers angegeben, dann die Gyōji und Shimpan (Ring- und Außenrichter) und schließlich Schriftzug und Adresse des Sumōverbands.
Kleinere Abweichungen von dieser Unterteilung kommen gelegentlich vor.

## Entstehung einer Banzuke

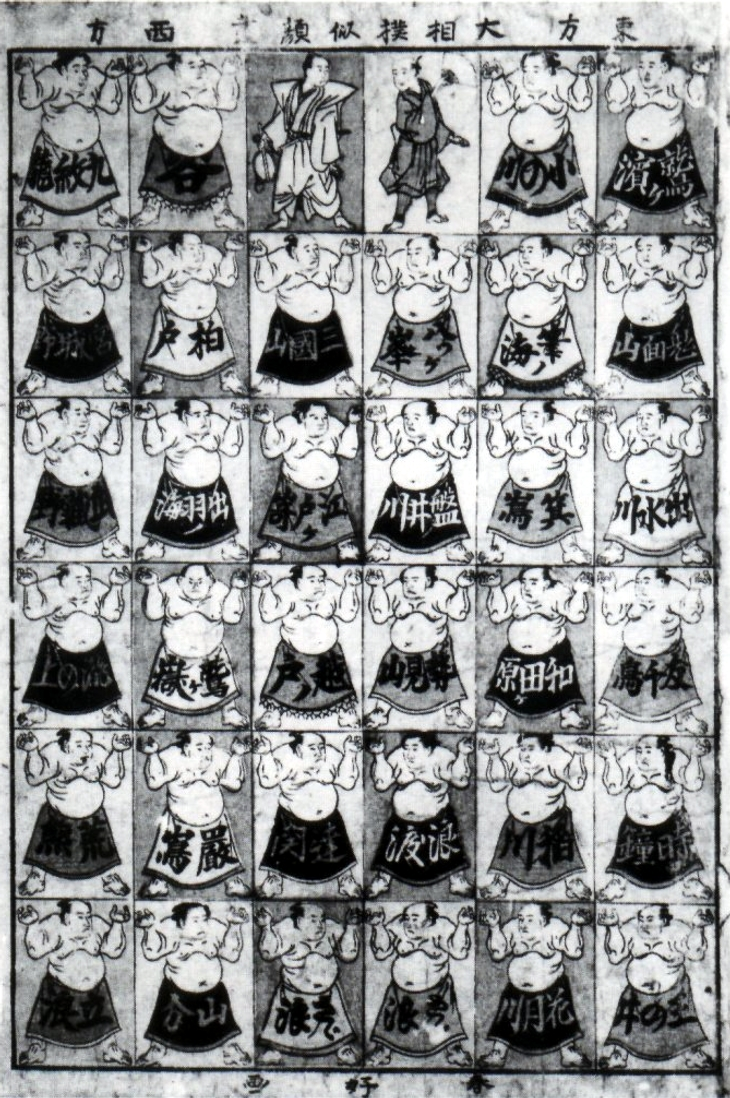
Eine frühe Ebanzuke von 1788

Die Rangänderungen der Ringer sind Gegenstand der Beratungen der Shimpan-bu, einer Kampfrichterversammlung mit 23 Mitgliedern, die nach jedem Turnier zur Beratung zusammentritt. Diese Versammlung entscheidet über die Auf- und Abstiege und hält den neuen Rang für jeden einzelnen Kämpfer auf Papierrollen fest. Die Ergebnisse werden jedoch vorerst unter Verschluss gehalten und erst an dem Montag 13 Tage vor Turnierbeginn mit dem Erscheinen der neuen Banzuke veröffentlicht. In Zeiten des Internets gilt dieses Datum natürlich auch für die Veröffentlichung der neuen Ränge auf der Website des Sumōverbands.
Die papierne Banzuke  wird in der Woche zuvor von einem Gyoji mit Tusche auf Washipapier kalligraphisch ausgearbeitet. Die fertige Rangliste wird verkleinert und vieltausendfach gedruckt. Die Drucke werden dann an alle Beteiligten verteilt und können auch während des Turniers erworben werden. Neben diesen offiziellen Ranglisten werden auch sogenannte Ebanzuke gehandelt, die mit Bildern der Rikishi illustriert sind.